# José María Entrecanales de Azcárate
José María Entrecanales de Azcárate (Madrid, 1933-ibídem, 21 de julio de 2008) fue un empresario español.

## Biografía
Hijo de José Entrecanales Ibarra y hermano de Juan Entrecanales de Azcárate, doctor Ingeniero de Caminos, Canales y Puertos por la Escuela Técnica Superior de Ingenieros de Caminos de Madrid. En 1961 contrajo matrimonio con Blanca Domecq Zurita (1934), con la que tuvo seis hijos.
Al frente de la empresa familiar, desde 1970 año en que fue elegido presidente, Entrecanales y Távora, compañía dedicada a la construcción de infraestructuras, convirtiéndose su hermano en vicepresidente. Durante su mandato se produjo una gran expansión de la empresa. Tras diversas fusiones, en 1996 pasó a ser presidente de Necso Entrecanales y Cubiertas y en 1997 del Grupo Acciona. Permaneció en el cargo hasta enero de 2004, cuando cedió el puesto a su hijo José Manuel Entrecanales Domecq. Ocupó también cargos en instituciones como la Fundación de Ayuda contra la Drogadicción y el Club de Empresarios de Europa. Recibió la Medalla de Oro al Mérito en el Trabajo en 2004. En 2005 fue nombrado presidente del Instituto de la Empresa Familiar.
Falleció el 21 de julio de 2008 en Madrid, a los 75 años.

## Reconocimientos
En junio de 2010 entró en servicio el buque de carga José María Entrecanales, de la compañía Trasmediterránea, parte del grupo Acciona.